# Sultānpur (ort i Indien, Madhya Pradesh)
Sultānpur är en ort i Indien.   Den ligger i distriktet Raisen och delstaten Madhya Pradesh, i den centrala delen av landet, 600 km söder om huvudstaden New Delhi. Sultānpur ligger 368 meter över havet och antalet invånare är 9 419.
Terrängen runt Sultānpur är platt. Runt Sultānpur är det ganska tätbefolkat, med 124 invånare per kvadratkilometer. Närmaste större samhälle är Narwar, 18,6 km norr om Sultānpur. I omgivningarna runt Sultānpur växer huvudsakligen savannskog.